# Rally do Cocido de 2023
El Rally do Cocido de 2023, oficialmente 27.º Rali do Cocido, fue la primera ronda de la temporada 2023 de la Copa de España de Rallyes de Asfalto y la primera también para la Clio Trophy Galicia. Se celebró del 21 al 22 de abril y contó con un itinerario de once tramos que sumaban un total de 106,5 km cronometrados.

## Itinerario
| Día   | Tramo | Nombre                       | Distancia | Hora  | Ganador       | Tiempo  | Líder         |
| ----- | ----- | ---------------------------- | --------- | ----- | ------------- | ------- | ------------- |
| Día 1 | TC1   | Concello de Lalín            | 1,50 km   | 19:00 | Óscar Palacio | 1:18.50 | Óscar Palacio |
| Día 2 | TC2   | Disiclín-Silleda 1           | 9,20 km   | 08:35 | Álvaro Muñiz  | 6:09.0  | Álvaro Muñiz  |
| Día 2 | TC3   | Kia Rías Motor-O Couto 1     | 9,60 km   | 09:15 | Óscar Palacio | 6:14.5  | Óscar Palacio |
| Día 2 | TC4   | Disiclín-Silleda 2           | 9,20 km   | 11:20 | Álvaro Muñiz  | 6:02.6  | Álvaro Muñiz  |
| Día 2 | TC5   | Kia Rías Motor-O Couto 2     | 9,60 km   | 12:00 | Álvaro Muñiz  | 6:20.6  | Álvaro Muñiz  |
| Día 2 | TC6   | GSI-Saborida 1               | 11,23 km  | 12:25 | Álvaro Muñiz  | 6:39.1  | Álvaro Muñiz  |
| Día 2 | TC7   | GSI-Saborida 2               | 11,23 km  | 15:15 | Alberto Otero | 6:25.5  | Álvaro Muñiz  |
| Día 2 | TC8   | Staroil-Vila de Cruces 1     | 11,32 km  | 16:25 | Álvaro Muñiz  | 6:42.8  | Álvaro Muñiz  |
| Día 2 | TC9   | Grupo Montefaro-Carballeda 1 | 11,16 km  | 16:25 | Alberto Otero | 7:01.4  | Álvaro Muñiz  |
| Día 2 | TC10  | Staroil-Vila de Cruces 2     | 11,32 km  | 19:20 | Alberto Otero | 6:37.6  | Álvaro Muñiz  |
| Día 2 | TC11  | Grupo Montefaro-Carballeda 2 | 11,16 km  | 20:10 | Álvaro Muñiz  | 7:30.2  | Álvaro Muñiz  |

## Clasificación final
| Pos.                | Piloto                | Copiloto                 | Automóvil              | Tiempo    | Diferencia |
| General             | General               | General                  | General                | General   | General    |
| ------------------- | --------------------- | ------------------------ | ---------------------- | --------- | ---------- |
| 1.                  | Álvaro Muñiz          | Néstor Casal             | Škoda Fabia R5         | 1:07:13.3 | 0.0        |
| 2.                  | Alberto Otero         | Jordan Vázquez           | Škoda Fabia Rally2 evo | 1:07:39.5 | +0:26.2    |
| 3.                  | Óscar Palacio         | Alberto Iglesias Pin     | Ford Fiesta Rally2     | 1:07:50.8 | +0:37.5    |
| 4.                  | Jorge Cagiao          | Javier Martínez Martínez | Alpine A110            | 1:08:11.8 | +0:58.5    |
| 5.                  | Javier Ramos Troitiño | Alejandro Moure Silva    | Peugeot 208 T16        | 1:10:56.3 | +3:43.0    |
| 6.                  | José Fernando Rico    | Sergio Martínez Luaces   | BMW M3                 | 1:14:43.6 | +7:30.3    |
| 7.                  | Carlos Moreno         | Diego Fuentes            | Škoda Fabia Rally2 evo | 1:15:09.1 | +7:55.8    |
| 8.                  | José Seijo            | María Cristina Sánchez   | Opel Corsa A           | 1:18:28.8 | +11:15.5   |
| 9.                  | José Joaquín Rasilla  | Borja Rasilla            | Renault Clio Rally5    | 1:19:37.1 | +12:23.8   |
| 10.                 | Víctor Pérez          | Javier Figueiredo        | Suzuki Swift Sport N3  | 1:21:58.1 | +14:44.8   |
| Clio Trophy Galicia |                       |                          |                        |           |            |
| 1                   | Álvaro Méndez         | David Enríquez           | Renault Clio Rally5    | 1:16:22,0 | 0.0        |
| 2                   | Diego Félix           | Raquel Rodríguez         | Renault Clio Rally5    | 1:16:28.2 | +0:06,20   |
| 3                   | José Joaquín Rasilla  | Borja Rasilla            | Renault Clio Rally5    | 1:19:37.1 | +3:15,10   |